# Тамбієв Юсуп Дудайович
Юсуп Дудайович Тамбієв (1 грудня 1906, місто Назрань Терської області, тепер Інгушетія, Російська Федерація — 1944, Киргизька РСР, тепер Киргизстан) — радянський діяч, голова виконавчого комітету Рад Чечено-Інгушської АРСР, голова Президії Верховної Ради Чечено-Інгушської АРСР. Депутат Верховної Ради СРСР 1-го скликання (1937—1944).

## Біографія
Народився в інгушській родині. Батьки померли, коли Юсупу Тамбієву було дев'ять років. Виховувався у родині дядька.
Закінчив радянську партійну школу в місті Владикавказі. З 1925 року — завідувач агітаційно-пропагандистського відділу Назрановського районного комітету РЛКСМ Інгушської автономної області. Потім працював відповідальним секретарем районного комітету комсомолу Назрановского і Пседахського районів. Член ВКП(б).
У 1928 році направлений на навчання в Комуністичний університет трудящих Сходу (КУТС) у Москві. Вчився на факультеті з дослідження проблем колоніальних і залежних народів. Обирався секретарем комсомольського осередку КУТС. Після закінчення університету працював асистентом кафедри політекономії КУТС. Був зарахований до аспірантури Комуністичного університету трудящих Сходу.
У 1933 році, ще до закінчення аспірантури, повернувся до Інгушетії. У 1933—1934 роках — заступник голови виконавчого комітету обласної ради Інгушської автономної області.
У листопаді 1937 — липні 1938 року — голова виконавчого комітету Рад Чечено-Інгушської АРСР. У липні 1938 — березні 1944 року — голова Президії Верховної Ради Чечено-Інгушської АРСР.
Після депортації 23 лютого 1944 року родина Тамбієвих опинилася в Киргизькій РСР. Юсуп Тамбієв важко захворів і незабаром помер.

## Нагороди
- орден Леніна (1943)
- орден Червоного Прапора